# Pelikanviertel

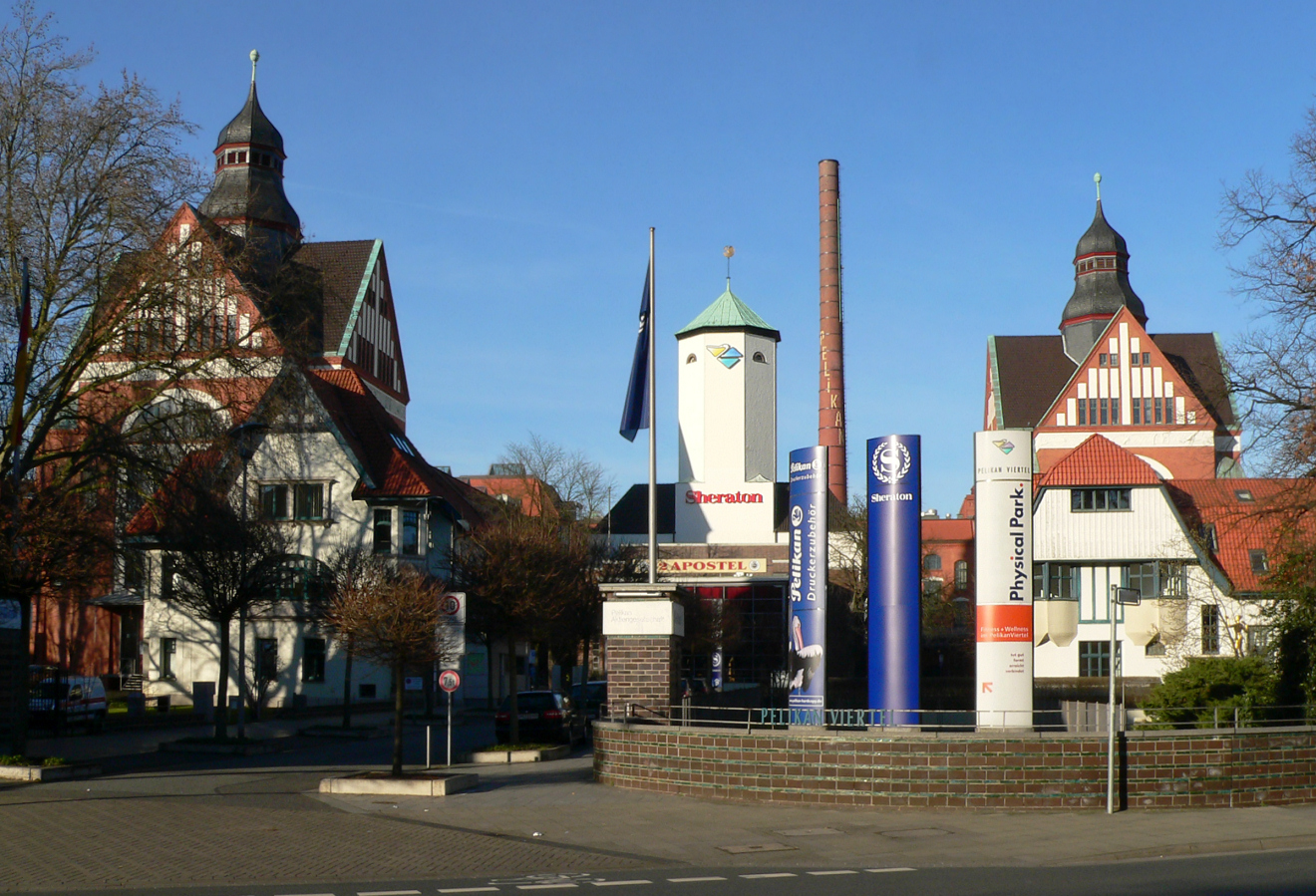
Ehemaliges Firmengelände der Firma Pelikan an der Podbielskistraße, heute Teil des Pelikanviertels

Das Pelikanviertel liegt im hannoverschen Stadtteil List zwischen der Eilenriede und dem Mittellandkanal an der  Podbielskistraße.

## Beschreibung

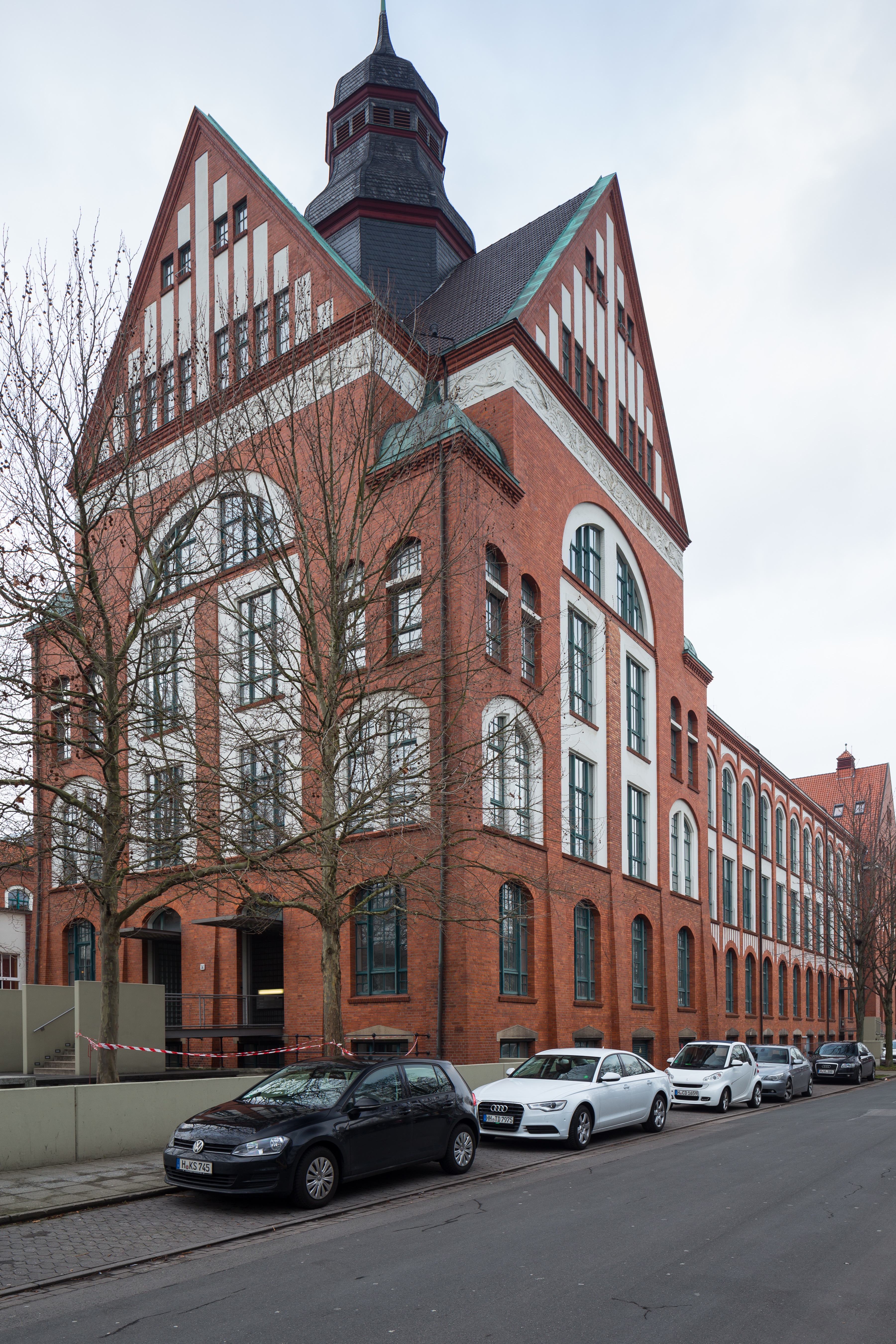
Teil des U-formigen Fabrikgebäudes entlang der Pelikanstraße

Hervorgegangen ist das Pelikanviertel aus dem ehemaligen Werksgelände der Firma Pelikan. Im Jahr 1906 wurden die Büro- und Produktionsflächen  im damaligen bis zu Vier Grenzen reichenden Dorf Klein-Buchholz von dem Unternehmen bezogen. In den Folgejahren wurden die Werksflächen weiter ausgedehnt und es entstand auf dem Gelände der größte Eisenbetonbau Deutschlands.
Im Jahr 1991 wurde das ehemalige Betriebsgelände verkauft. Bei der anschließenden Revitalisierung wurden die geschichtsträchtigen Gebäude saniert und die vorhandenen Flächen durch Neubauten ergänzt. 1993 wurde das neue Stadtquartier fertiggestellt. Heute ist das Quartier von einer Kombination aus Büros, Geschäften, Restaurants, Wohnungen und Hotels geprägt. Das Viertel gilt als Beispiel für die Umwandlung einer historischen Industriestätte in ein modernes Wohn- und Arbeitsviertel. Die Mischung aus alten, traditionellen und denkmalgeschützten Gebäuden sowie neu erbauten, modernen Objekten bescherte dem Pelikanviertel mehrere Architekturpreise. Ein ähnliches Beispiel in Hannover ist das Ahrbergviertel auf dem früheren Werksgelände der Wurstfabrik Fritz Ahrberg im Stadtteil Linden-Süd.